# غرانت ويلسون
غرانت ويلسون (بالإنجليزية: Grant Wilson)‏ (3 يوليو 1974، بروفيدنس في الولايات المتحدة)؛ منتج تلفزيوني، مقدم تلفزيوني وروائي أمريكي.

## روابط خارجية
- غرانت ويلسون على موقع IMDb (الإنجليزية)
- غرانت ويلسون على موقع ميوزك برينز (الإنجليزية)
- غرانت ويلسون على موقع قاعدة بيانات الفيلم (الإنجليزية)